# Walter Wiora
Walter Wiora (ur. 30 grudnia 1906 w Katowicach, zm. 8 lutego 1997 w Tutzing) – niemiecki muzykolog.

## Życiorys
W latach 1925–1927 uczył się w Hochschule für Musik w Berlinie, następnie od 1926 do 1936 roku studiował muzykologię, etnografię i etnologię na Uniwersytecie Fryderyka Wilhelma u Aberta, Blumego, Hornbostela, Sachsa, Scheringa i Schünemanna. Był też uczniem Wilibalda Gurlitta na Uniwersytecie we Fryburgu Bryzgowijskim, gdzie w 1937 roku uzyskał stopień doktora na podstawie dysertacji Die Variantenbildung im Volkslied: Ein Beitrag zur systematischen Musikwissenschaft. W latach 1936–1941 był asystentem w tamtejszym Deutsche Volksliederarchiv. W 1941 roku uzyskał habilitację na podstawie pracy Die Herkunft der Melodien in Kretschmers und Zuccalmaglios Sammlung. W 1942 roku otrzymał profesurę Reichsuniversität Posen, nie objął jednak stanowiska z powodu powołania do Wehrmachtu. Od 1946 do 1958 roku ponownie pracował w Deutsche Volksliederarchiv. W 1956 roku założył w Kilonii Herder-Institut für Musikgeschichte, którym kierował do 1962 roku. W późniejszych latach był wykładowcą Uniwersytetu w Kilonii (1958–1964) i Uniwersytetu w Saarbrücken (1964–1972), gościnnie wykładał też na Columbia University (1962–1963). Był członkiem zarządu Deutscher Musikrat (1956–1965), członkiem Deutsche UNESCO-Kommission (1961–1964) oraz wiceprzewodniczącym Gesellschaft für Musikforschung (1962–1965). Po przejściu na emeryturę w 1972 roku zamieszkał w Tutzing.
W swoich pracach poruszał szerokie spektrum zagadnień z zakresu muzykologii systematycznej i historycznej oraz etnomuzykologii, włączał się w dyskusję na temat celów i metod muzykologii. Dokonywał analizy obszernego materiału muzycznego z różnych okresów historycznych i kultur oraz warstw społecznych, chcąc nadać swoim studiom charakter uniwersalny. Znaczną część swojej pracy poświęcił niemieckiej muzyce ludowej regionów wschodnich, usiłował wykazać, że muzyka ludowa jest elementem spajającym europejskie dziedzictwo muzyczne.

## Ważniejsze prace
(na podstawie materiałów źródłowych)
- Die deutsche Volksliedweise und der Osten (Wolfenbüttel-Berlin 1940)
- Zur Frühgeschichte der Musik in den Alpenlandern (Bazylea 1949)
- Das echte Volkslied (Heidelberg 1950)
- Europäische Volksmusik und abendländische Tonkunst (Kassel 1957)
- Die geschichtliche Sonderstellung der abendländischen Musik (Moguncja 1959)
- Die vier Weltalter der Musik (Stuttgart 1961)
- Komponist und Mitwelt (Kassel 1964)
- Das deutsche Lied: Zur Geschichte und Ästhetik einer musikalischen Gattung (Wolfenbüttel-Zurych 1971)
- Historische und systematische Musikwissenschaft (Tutzing 1972)
- Ergebnisse und Aufgaben vergleichender Musikforschung (Darmstadt 1975)
- Das musikalische Künstwerk (Tutzing 1983)